# Nevarėnai
Nevarėnai is een plaats in de gemeente Telšiai in het Litouwse district Telšiai. De plaats telt 659 inwoners (2001).